# Comuna Iehorivka, Razdelna
Iehorivka (în ucraineană Єгорівка) este o comună în raionul Razdelna, regiunea Odesa, Ucraina, formată din satele Bolharka, Homînka, Iehorivka (reședința), Ielîzavetivka, Male și Odradove.

## Demografie
Componența lingvistică a comunei Iehorivka
     Ucraineană (88,91%)
     Rusă (9,33%)
     Română (1,19%)
     Alte limbi (0,42%)
Conform recensământului din 2001, majoritatea populației comunei Iehorivka era vorbitoare de ucraineană (88,91%), existând în minoritate și vorbitori de rusă (9,33%) și română (1,19%).